# Panzerkampfwagen V Panther
Nota: Se proucura por outros resultados para Panther, consulte Panther (desambiguação)
O Sd.Kfz. 171 Panzerkampfwagen V Panther foi um carro de combate alemão empregado na Segunda Guerra Mundial. Foi projetado para substituir os PzKpfw III e PzKpfw IV, para que a Panzerwaffe pudesse superar os carros de combate soviéticos T-34/76 e KV, e aos veículos aliados recentes.
As linhas angulosas romperam com a tradição de desenho alemã e em traços gerais, a silhueta inspirava-se na do T-34. No entanto as semelhanças terminavam por aí, pois o Panther era maior, possuía melhor blindagem e tinha uma longa peça de 75 mm (e 70 calibres de comprimento - 70 X 75 mm = 5,25 metros), superando a contraparte soviética. Entretanto, O Panther pecou em termos automotivos. Produzido a partir de 1943, os PzKpfw V Panther produziram-se em grande número em termos alemães. De fato, o total de 5.976 unidades produzidas eram apenas a ínfima parte da produção de tanques T-34 soviéticos (65.000 produzidos entre T-34/76 e T-34/85) e Shermans americanos (49.234 produzidos).
Apesar de ser um veiculo formidável, o Panther não atendeu as exigências propostas por Heinz Guderian. Ao Invés de gastar o tempo para assegurar que um veiculo verdadeiramente superior fosse produzido, os burocratas da Wa Prüf 6 e do Ministério do Armamento caíram na tentação de produzir à pressa, sem sequer testá-lo devidamente. Diferente do T-34, o Panther nunca passou por testes detalhados de mobilidade-manobrabilidade, provavelmente por que isso seria um desastre e embaraçaria o Ministério do Armamento. Heinz Guderian sabia que o Panther era um perdedor mas foi silenciado por Saur. Além disso, a ideia de adicionar o programa do Panther como prioridade sobre os demais programas existentes (veículos de assalto e tanques) levou a uma prejudicial competição por recursos que de certa forma minaram o esforço de guerra do Terceiro Reich.
A história do Panther foi marcada por verdadeiros exemplos de problemas automotivos, na sua estreia de combate, na grande ofensiva Alemã em Kursk, 1943. O motor de 2 Panthers se incendiaram logo quando os mesmos estavam a sair dos trens de carga, dando uma ênfase a expressão "batismo de fogo".
O Panther era poderoso. A arma era excepcional, a armadura frontal era decente, e essas qualidades fizeram do Panther um destruidor de longo alcance. Mas os problemas automotivos do Panther estavam além da tecnologia automotiva da época. Era simplesmente impraticável criar um tanque médio de combate de 45 toneladas com um motor de 600 hp com direção neutra usando as tecnologias alemãs da metade dos anos 40. O resultado foi um tanque muito temido quando chegava aos campos de batalha, mas era frequentemente encontrado abandonado na beira das estradas nas zonas de guerra.
Só em 1944 o tanque se transformou numa arma realmente confiável e capaz, passando a ser considerado como o melhor tanque alemão e o melhor tanque da Segunda Guerra Mundial. Caro e complicado de produzir, o Panther era superior ao T-34/76 e aos Shermans 75 mm, mas com o decorrer do conflito, o Panther tornou-se visivelmente inferior aos novos carros de combate aliados IS-2 e M26 Pershing.
O Panther foi utilizado depois da guerra por alguns exércitos da Europa central e pelo exército francês que possuiu pelo menos dois regimentos equipados com PzKw V, recuperados entre os que foram abandonados pelos alemães, em 1944.
O canhão L/70 de 75 mm disparava um projétil com velocidade inicial de 920 m/s.

## Desenvolvimento

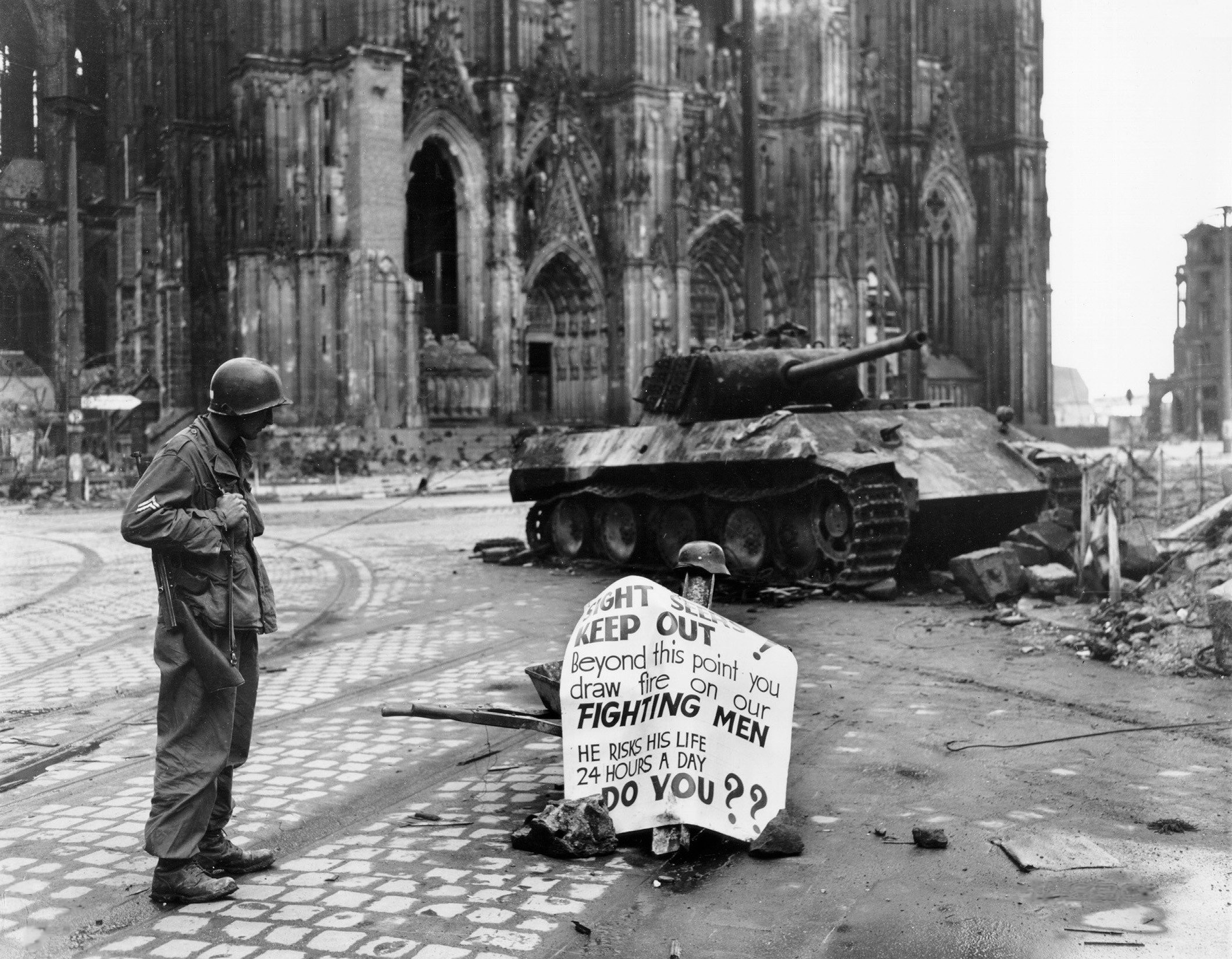
Panther destruído na cidade alemã de Colónia (abril de 1945).

O inesperado aparecimento do revolucionário tanque T-34 nas mãos soviéticas, fez com que todos os tanques alemães ficassem obsoletos, quase que literalmente da noite para o dia. Não havia nenhum tanque de tamanho ou performance comparáveis, disponíveis aos alemães, que até aquele momento não suspeitavam que os soviéticos tivessem qualquer coisa de desenho tão avançado. Esta complacência tinha sido causada totalmente pela excelência e versatilidade do PzKpfw. IV. Estudos para um sucessor do PzKpfw. IV tinha começado já em 1937, quando a firma Henschel e outras foram chamadas a produzir desenhos na classe de 30-35 toneladas. Entretanto, o progresso nesses foi lento, parcialmente devido a mudanças de ideias quanto as especificações. Em 1941, protótipos por Henschel-VK.3001(H), e Porsche-VK.3001(P), tinham sido completados mas, logo antes da invasão da Rússia, quanto o T-34 foi encontrado, as especificações foram mudadas mais uma vez em favor de um desenho maior, com um canhão de 8.8 cm. na categoria de 45 toneladas, o VK.4501. Este eventualmente se tornaria no tanque pesado "Tiger". Devido ao fato do desenho do VK.4501 ser necessário urgentemente, ele incorporou muitas das características dos protótipos de desenvolvimento anteriores e desta forma, o "Tiger" não ter relação com o desenho do T-34. O canhão de 8.8 cm. e a pesada (100 mm) blindagem especificada para o VK.4501 foram entretanto influenciadas pela aparência do T-34, pois se considerava essencial ter um tanque em produção com essas características, como uma salvaguarda contra qualquer desenvolvimento soviético de uma versão melhor armada e blindada do T-34.
Enquanto isso, o General Guderian, comandante do Panzergruppe II, em cujo setor o T-34 foi encontrado pela primeira vez em grandes números, em Novembro de 1941, enviou um relatório para o seu comandante de Grupo de Exércitos sugerindo que o Ministro dos Armamento deveria, de forma urgente montar uma comissão para investigar que tipo de novo desenho de tanque e canhão anti-tanque, seria necessário para conter a ameaça do T-34 e restituir a superioridade de tanques aos alemães. A comissão, Guderian sugeria, deveria incluir representantes do Departamento de Material Bélico do Exército, os principais fabricantes de tanques, e a seção de desenho de tanques. O Ministério dos Armamentos atuou de forma rápida, e criou justamente tal comissão, que foi enviada para a frente de Guderian para uma investigação “in loco”, em 20 de Novembro de 1941, para avaliar as principais características do desenho do T-34. As três principais características deste veículo que tornavam tecnicamente obsoletos todos os tanques alemães existentes eram: (1) blindagem inclinada, que dava capacidade de deflexão de tiro otimizada em todos os ângulos; (2) as grandes rodas de suspensão, que davam um andamento estável e regular; e (3) o canhão mais longo que o casco, uma característica anteriormente evitada pelos alemães, como impraticável. Destas, a primeira era a mais revolucionária. Tendo recebido o relatório da comissão em 25 de Novembro de 1941, o Ministério das Armamentos de imediato contratou as duas principais firmas de armamentos, Daimler-Benz e MAN, para produzir desenhos dum novo tanque médio na classe de 30-35 toneladas, sob a designação do material bélico de VK.3002. Para poderem estar prontos na primavera seguinte, as especificações pediam por um veículo com uma blindagem frontal de 60 mm e lateral de 40 mm, a frente e os lados devendo ser inclinados como no T-34. Uma velocidade máxima de 55 km/h deveria ser atingível.
Em Abril de 1942, os dois desenhos, VK.3002(DB)—DB: Daimler-Benz — e VK3002(MAN), foram submetidos ao Waffenprüffamt 6 comitê, a seção do Departamento de Armas do Exército (Heereswaffenamt) responsável por desenho e compra de veículos blindados de combate. Os projetos permitem um interessante contraste. A proposta de Daimler-Benz, era uma cópia demasiadamente similar do T-34, com a torre montada bem na parte frontal, com o assento do motorista posicionado na gaiola da torre, com a direção feita por controle remoto hidráulico. Um motor diesel MB507 foi instalado, com a transmissão para as rodas tratoras a ré, novamente copiando exatamente a disposição do T-34. Rodas de apoio emparelhadas de aço (sem cobertura de borracha) eram suspensas de feixes de molas e outras características incluíam portinholas de escape nos lados do casco e tanques de combustível ejetáveis na ré do casco, como no T-34. O VK.3002(DB) era, de fato, um projeto “limpo”, com muito potencial. Feixes de mola, por exemplo, são mais baratos e fáceis de produzir que barras de torção, e o uso de rodas de aço sem borracha já levava em conta os problemas de falta da matéria prima desde o início. O motor compacto e a transmissão para a ré deixava o compartimento de combate desimpedido para futuras melhorias no armamento ou mudanças estruturais, enquanto o motor diesel, por si, teria sido uma vantagem nos anos seguintes, quando o suprimento de gasolina se tornou muito restrito.

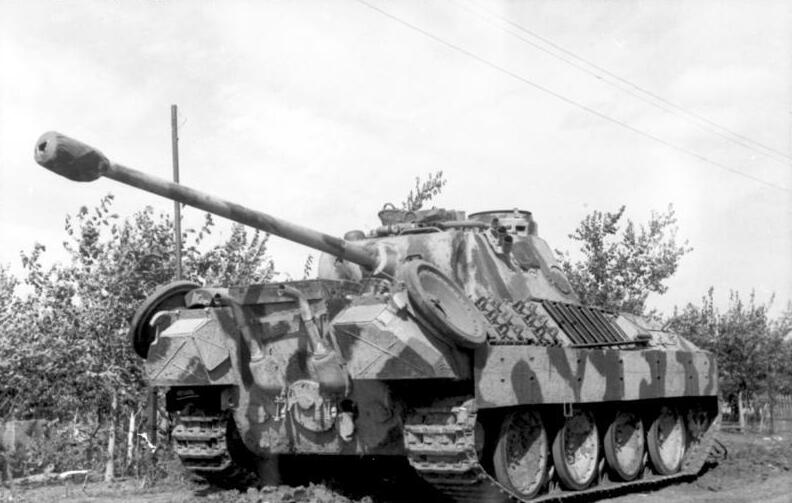
Panther em operação no sul da Rússia, norte da Ucrânia (setembro de 1943).

Em comparação, o VK.3002(MAN) mostrava o pensamento original alemão (ao invés do russo); ele era sofisticado ao invés de simples. Tinha um casco mais alto e largo que o VK.3002(DB) e o T-34, com uma grande torre, colocada bem para trás para diminuir ao máximo a extensão além do casco do longo canhão de 7.5 cm, que deveria ser o armamento principal. Uma suspensão de barras de torção foi usada, com rodas de suspensão entrelaçadas, enquanto um motor V-12 Maybach HL 210, a gasolina foi proposto, com a tração nas rodas tratoras dianteiras. O arranjo interno seguia as práticas convencionais alemães, com posições para o motorista e atirador do casco/operador de rádio no compartimento da frente.
Quando os respectivos desenhos da Daimler-Benz e MAN foram apresentados pelo comitê Waffenprüfamt a 6 de Abril de 1942, Hitler ficou muito impressionado com o "tipo T-34" da proposta da Daimler-Benz, apesar de ele ter sugerido a substituição do canhão de 7.5 cm L/48 por outra arma, L/70, mais longa e mais poderosa. A intervenção de Hitler neste estágio levou a realização de uma encomenda de 200 VK.3002(DB), e protótipos chegaram a entrar em produção. Entretanto, o comitê montado pelo Waffenprüfamt 6 - que nesta altura estava sendo chamado de "comitê Panther" - preferiu o projeto VK.3002(MAN), por que ele era mais convencional em termos dos padrões de engenharia alemães de então. A proposta da MAN foi aceita em Maio de 1942 e foi pedido a eles que produzissem um protótipo de aço brando tão rápido quanto possível. Mais tarde em 1942, a encomenda dos 200 veículos da Daimler-Benz foi discretamente rescindida.

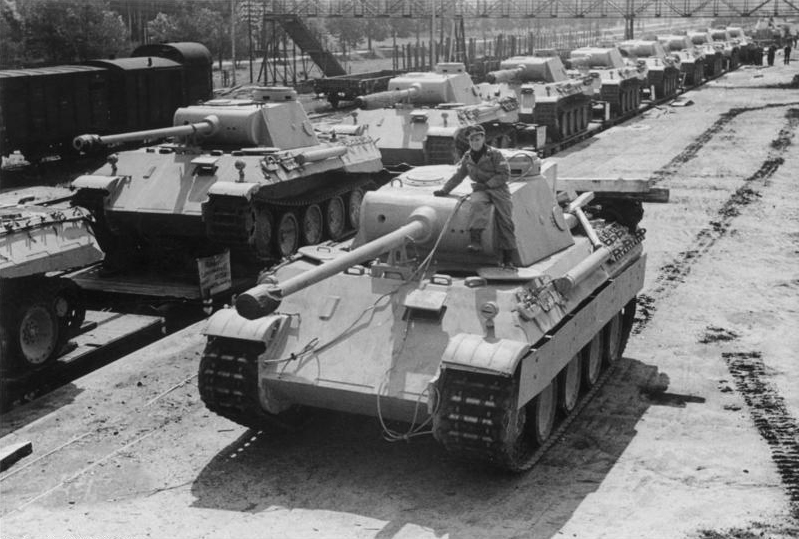
Tanques Panzer V alemães em uma fábrica, em 1943.

Enquanto isso, o Eng. Kniepkampf, engenheiro-chefe e projetista do Waffenprüfamt 6, tomou a responsabilidade pessoal do detalhe do projeto do veículo da MAN. Isto refletia a prioridade dada ao projeto Panther. Kniepkampf era uma figura chave nos projetos de veículos blindados de combate alemães daquele momento, tendo estado no Waffenprüfamt 1936 e permanecido como engenheiro chefe até o fim da guerra, em 1945. Entre outras coisas ele foi o principal responsável pelo desenvolvimento dos semilagartas alemães e introduziu algumas características, como as rodas de suporte entrelaçadas, suspensão de barra de torção e a caixa de marchas Maybach-Olvar nos tanques alemães.
Em Setembro de 1942 o primeiro modelo piloto do VK.3002(MAN) foi terminado e testado nos terrenos da fábrica MAN em Nuremberga. Este foi rapidamente seguido por um segundo modelo piloto que foi transportado para o campo de provas do Heereswaffenamt, em Kummersdorf, para testes oficiais do exército. Nesta época o tanque Tiger já tinha começado a ser produzido, mas as suas falhas - incluindo o peso excessivo, velocidade baixa e forma balística pobre - já eram reconhecidos. O novo veículo foi encomendado para produção imediata como o Pzkpfw. V Panther, sob a designação do material bélico de Sd Kfz 171, com a priorização máxima.
O primeiro veículo foi entregue pela MAN em novembro de 1942. Era planeado construir a uma razão de 250 veículos por mês tão logo quanto possível, mas no final de 1942 esta meta tinha sido aumentada para 600 por mês. Para atingir uma meta tão ambiciosa, era necessário formar um grande grupo de produção de Panthers. A Daimler-Benz foi rapidamente alternada do trabalho com o seu projeto (protótipos dos quais tinham sido quase terminados), agora descartado, e em novembro de 1942 eles também, começaram a se equipar para construir Panthers, os primeiros veículos saindo da Daimler no começo de 1943.